# Дан рудара
Дан рудара се обележава пригодном манифестацијом на којој се организује богат и садржајан културно-уметнички програм 6. августа сваке године у Костолцу.
Дан рудара који се обележава у знак сећања на штрајк у Сењском руднику 6. августа 1903. године.
У оквиру овог празника, организује се поред културно-уметничког програма и гастрономска манифестација „Kостолачки котлић”, која окупља више од хиљаду људи. Овај догађај прати и етно-сајам хране и пића. Своје умеће приказују културно-уметничка друштва из Kостолца и околних насеља. Програм манифестације прати и спортско надметање, односно такмичење у навлачењу конопца, између екипа копова и електрана. Током дана на централној бини посетиоце забављају локални бендови, а у вечерњим сатима следи концерт познатих група и извођача.
„Kостолачки котлић” организују Градска општина Костолац, Центар за културу „Костолац” и синдикалне организације Kопови „Kостолац” и Термоелектране „Kостолац”.